# Hygrostola robusta
Hygrostola robusta är en fjärilsart som beskrevs av George Francis Hampson 1894. Hygrostola robusta ingår i släktet Hygrostola och familjen nattflyn. Inga underarter finns listade i Catalogue of Life.